# Synagoga v Puklicích
Bývalá synagoga v Puklicích, č.p. 35 , je situovaná západně od puklického zámku naproti fotbalovému hřišti.

## Historie
Židé v obci sídlili nejpozději od roku 1424, kdy byla početná židovská komunita pod záminkou podpory husitů vyhnána z Jihlavy. Usadila se v okolních městech a vesnicích, početnou židovskou komunitu tak lze najít v Brtnici, Batelově i jinde. Puklice pro ně byly výhodné vzhledem k malé vzdálenosti od Jihlavy, jakožto obchodního střediska, do města se odtud dalo lehce dojít za obchodem a na noc se vrátit zpět.
První písemná zmínka o synagoze je z roku 1722, za panství rodiny Malovcových a nachází se v hlášení krajskému hejtmanovi. Zde se píše, že k účelu synagogy byla před 40 lety upravena podkrovní místnost s barokními klenbami nad světnicí v domě č. 35. Takto je synagoga zařazena mezi nejstarší na Moravě.
Po roce 1880 se odstěhovalo větší množství rodin do Jihlavy a místní židovská obec byla zrušena.
V roce 1927 již nábožensky nevyužívanou budovu koupil Salomon Kohn za 13 000 Kč a zřídil zde skladiště a sýpku. Po válce pak byla stavba přeměněna na obytný dům.

## Popis
V přízemí stavby byla rituální pekárna a školní učebna, po schodech v patře byla přístupna modlitebna pro muže a zamřížovaným oknem propojená s menší místností pro ženy. Zde použité tradiční uspořádání umístilo aron ha-kodeš při východní stěně a uprostřed bimu. Po obou stranách se nacházelo 12 sedadel se stolky. Samotná barokní klenba stropu byla pokryta hebrejskými liturgickými texty a pěti svícny. Nad vstupem do objektu se původně nacházel kamenný znak barona Jana Malovce z Malova s iniciály J B V M (Jan Baron Von Malovec), jenž byl od roku 1759 do roku 1807 majitelem velkostatku.
V sousední stavbě se nacházela mikve. V obci se také nachází židovský hřbitov.